# Base Naval de Infantería de Marina Baterías
La Base Naval de Infantería de Marina Baterías (BNIM), así llamada desde 1959, es la mayor base de la Infantería de Marina de la Armada Argentina, con asiento junto a Puerto Belgrano, provincia de Buenos Aires. Es la base naval de la Brigada Anfibia de Infantería de Marina y el Comando de Instrucción y Evaluación de la Infantería de Marina, albergando ejercicios con la Marina y las otras Fuerzas Armadas de la Nación.

## Historia
Baterías fue creada el 21 de diciembre de 1959.
Durante el terrorismo de Estado en Argentina, Baterías albergó un centro clandestino de detención.
Efectivos y material de la Base Baterías desplegaron en la isla Grande de Tierra del Fuego por la crisis entre Argentina y Chile de 1978.
En la guerra de las Malvinas, Baterías fue una de las bases de la que partió la Operación Rosario. Después, la base participó en la defensa de Puerto Argentino/Stanley con un destacamento de servicio para apoyo de combate.